# Ontherus irinus
Ontherus irinus là một loài bọ cánh cứng trong họ Bọ hung (Scarabaeidae).